# Église Sainte-Marie-Madeleine de Pibrac
L'église Sainte-Marie-Madeleine de Pibrac est une église catholique, située à Pibrac dans le département de la Haute-Garonne et la région Occitanie. Une châsse où sont conservées les reliques de Sainte-Germaine est présente dans l'enceinte de l'église.

## Histoire
Construite aux XIIIe siècle — de cette époque il ne reste que le clocher-mur —, XVIe siècle et XVIIIe siècle, c'est un lieu de pèlerinage depuis 1867 à la suite de la canonisation de Germaine Cousin décédée (en 1601).
L'orgue, le retable, les bas-reliefs, l'autel, le tabernacle, le crucifix et les deux statues de marbre sont classés depuis 1968 au titre des monuments historiques.

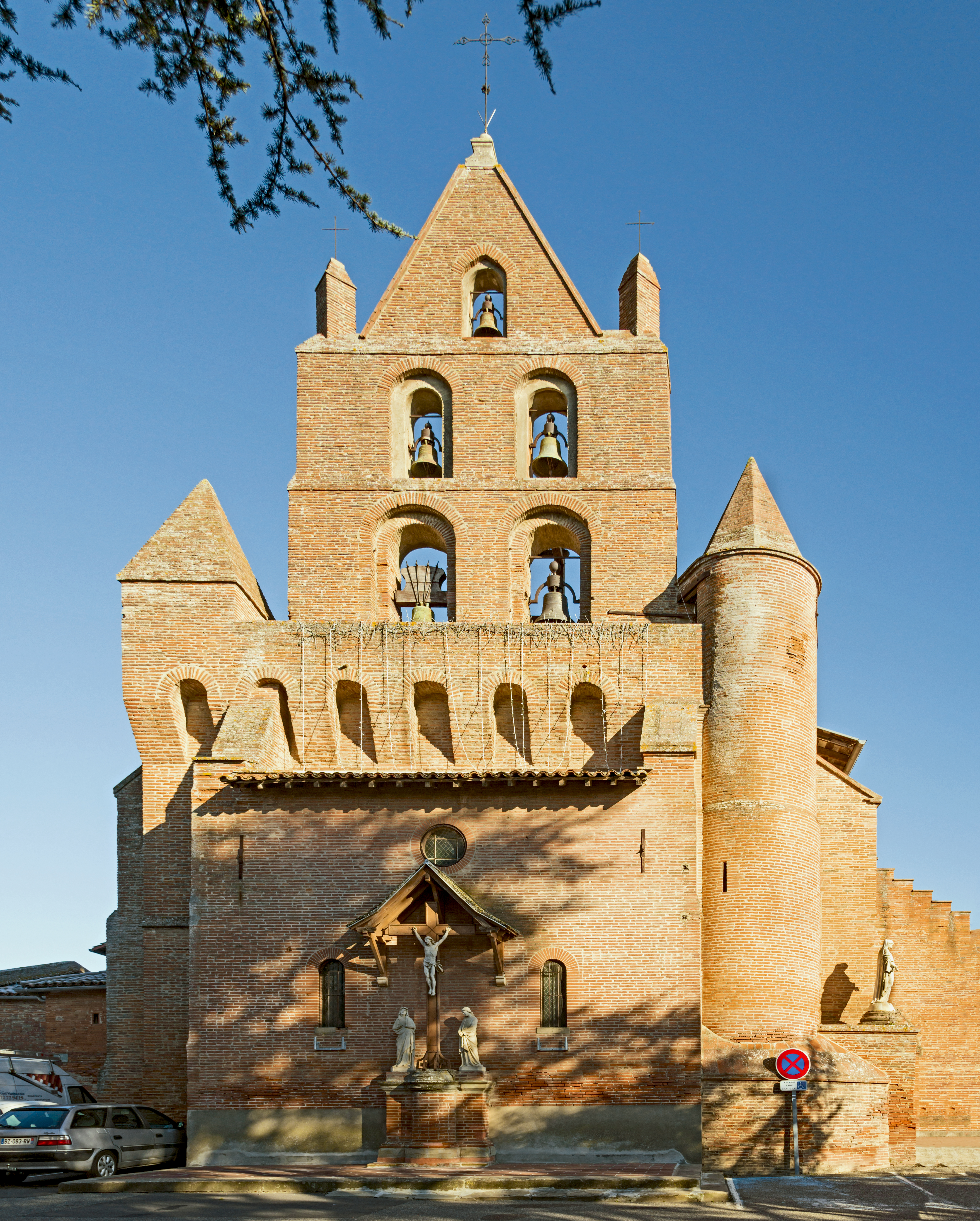
Sainte-Marie-Madeleine de Pibrac le Clocher-mur
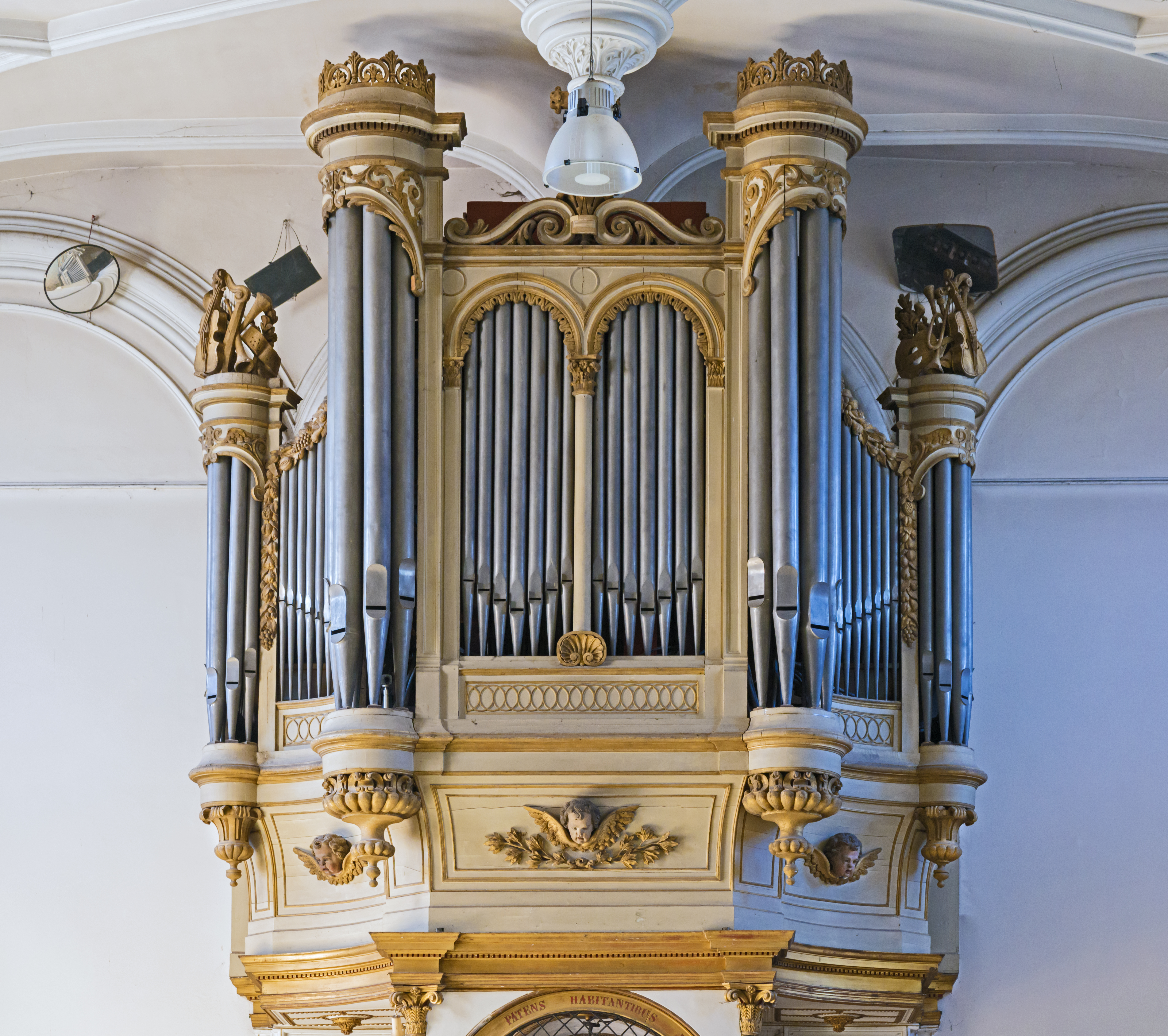
Orgue de tribune
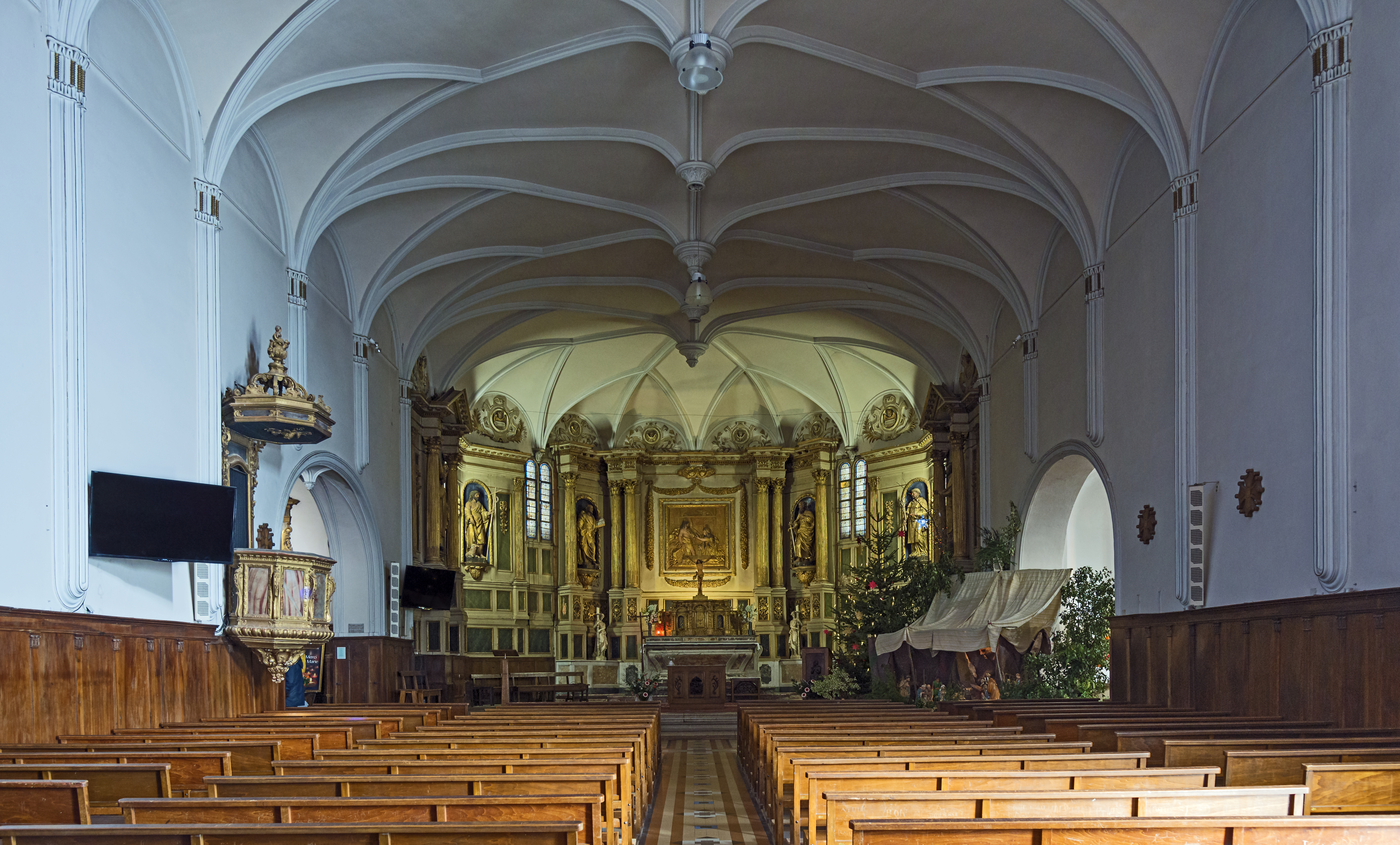
Sainte-Marie-Madeleine de Pibrac - Intérieur
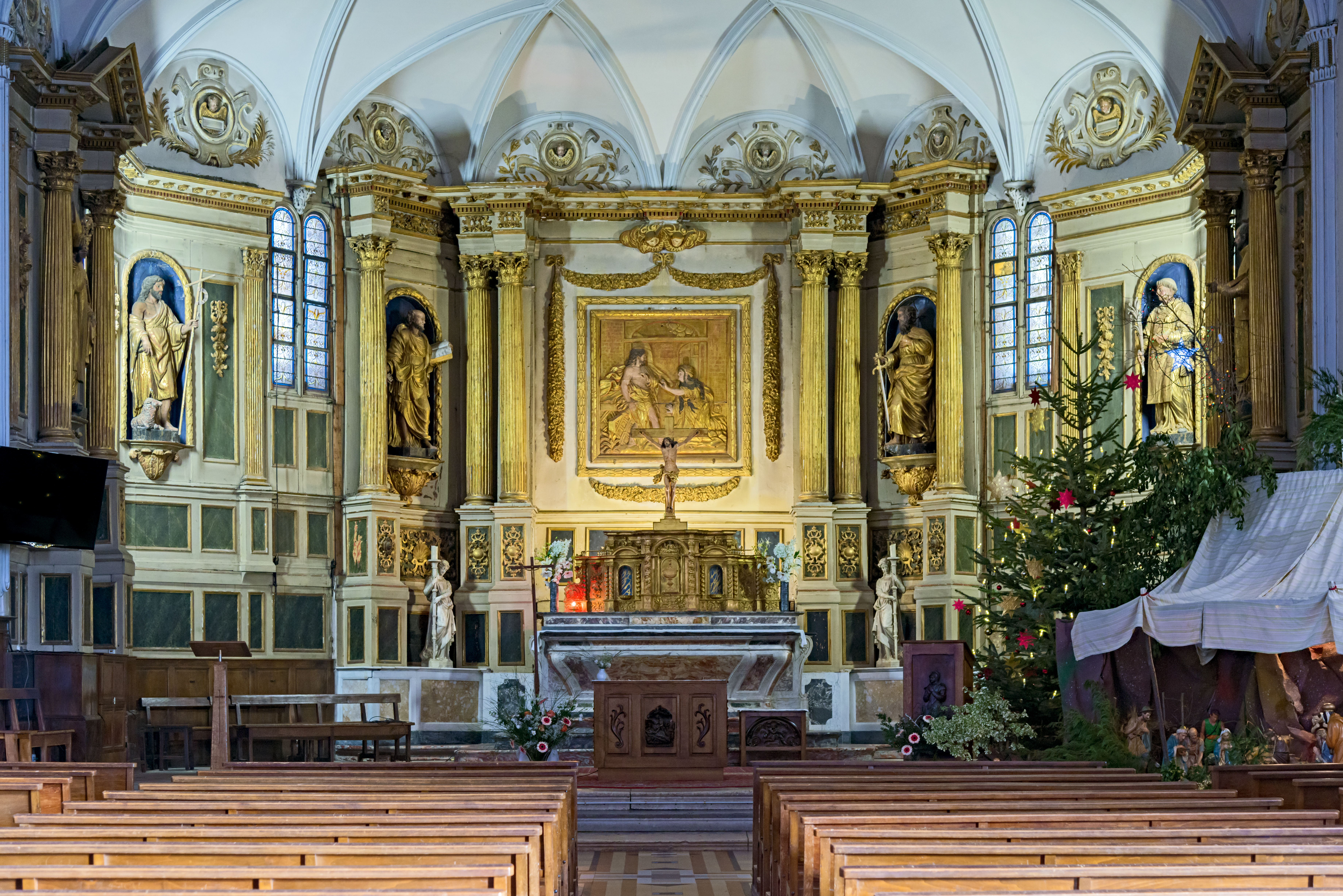
Retable, statues et bas relief, classés
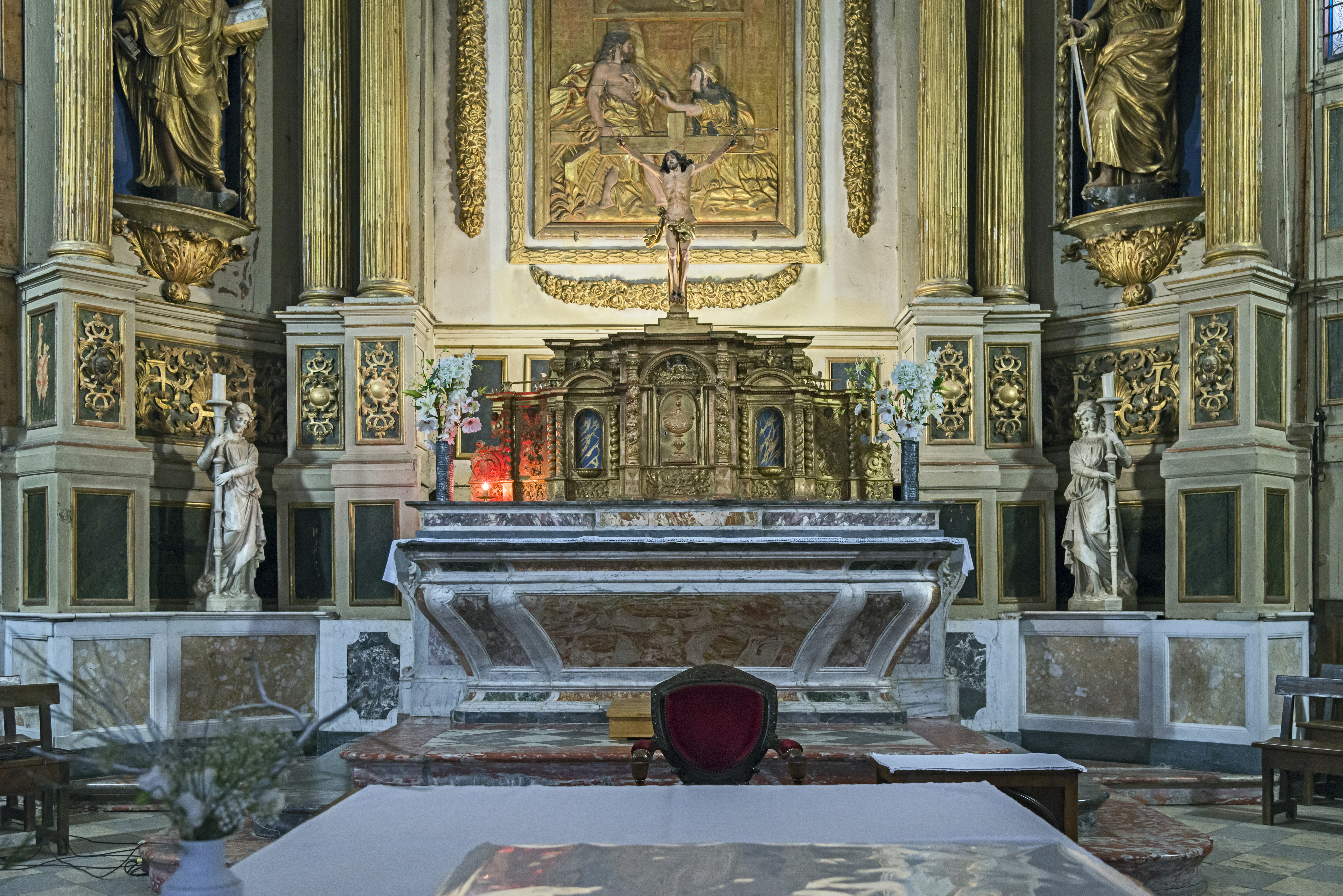
Autel, tabernacle, croix et deux statues classés
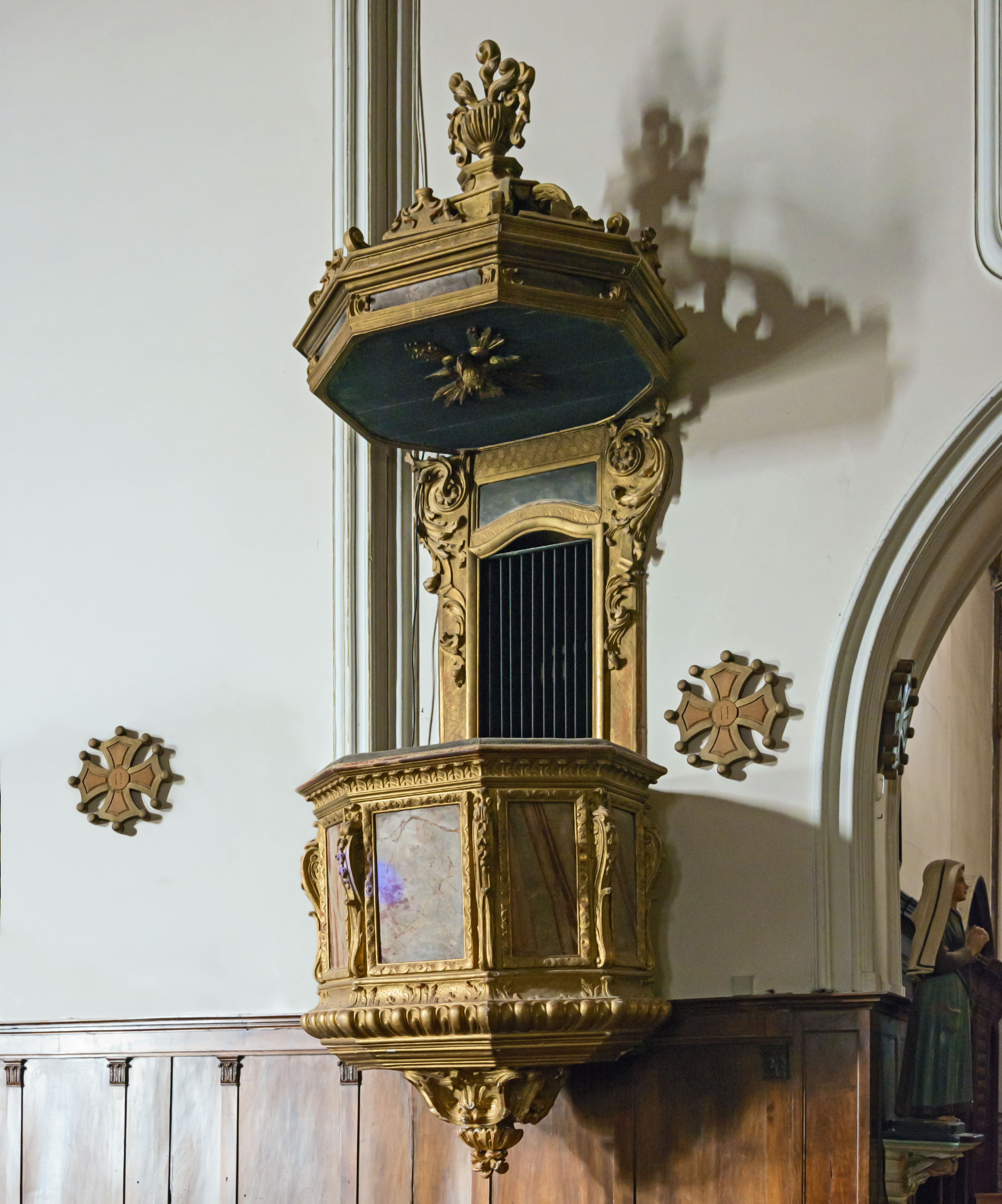
La chaire
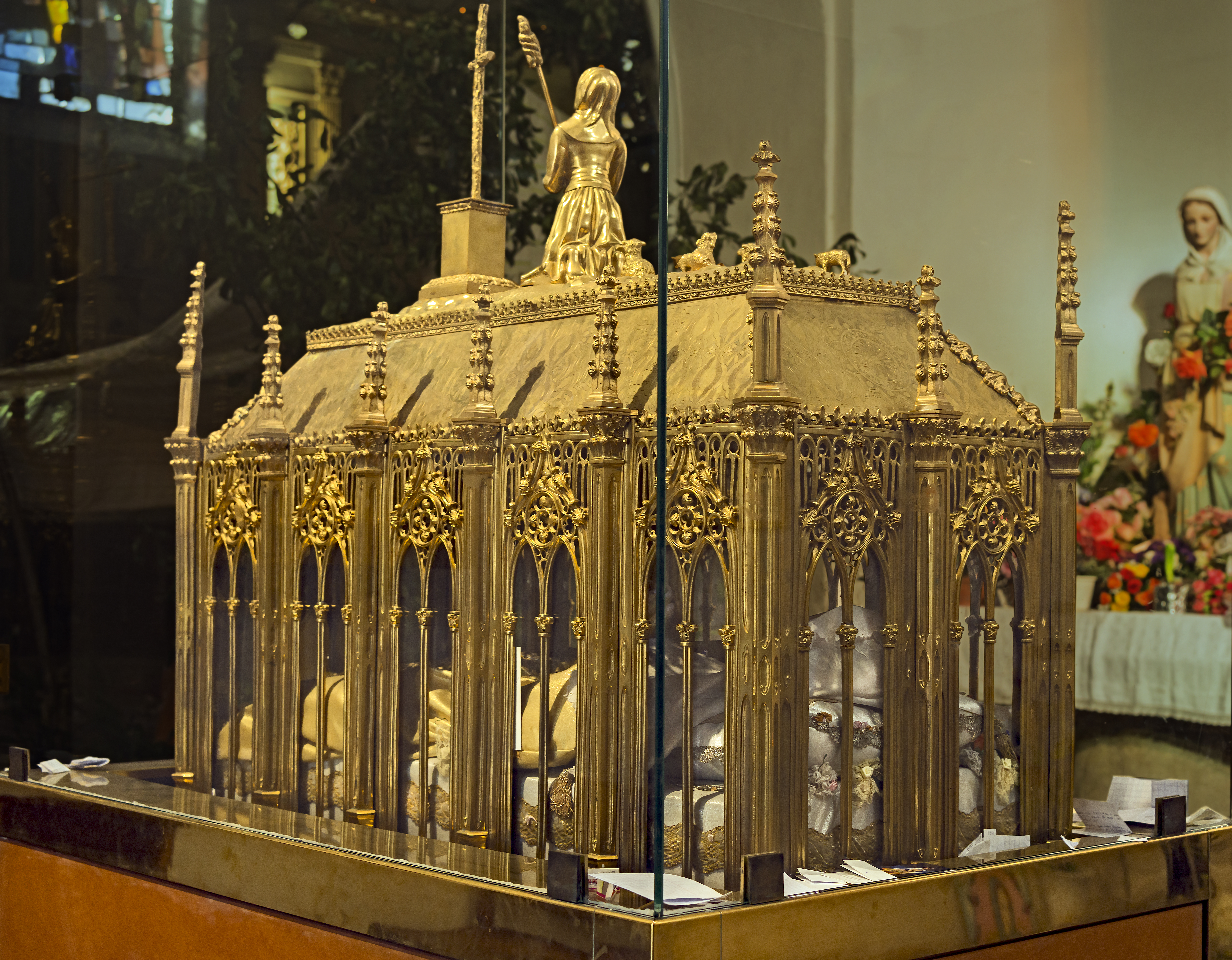
La châsse de Sainte-Germaine
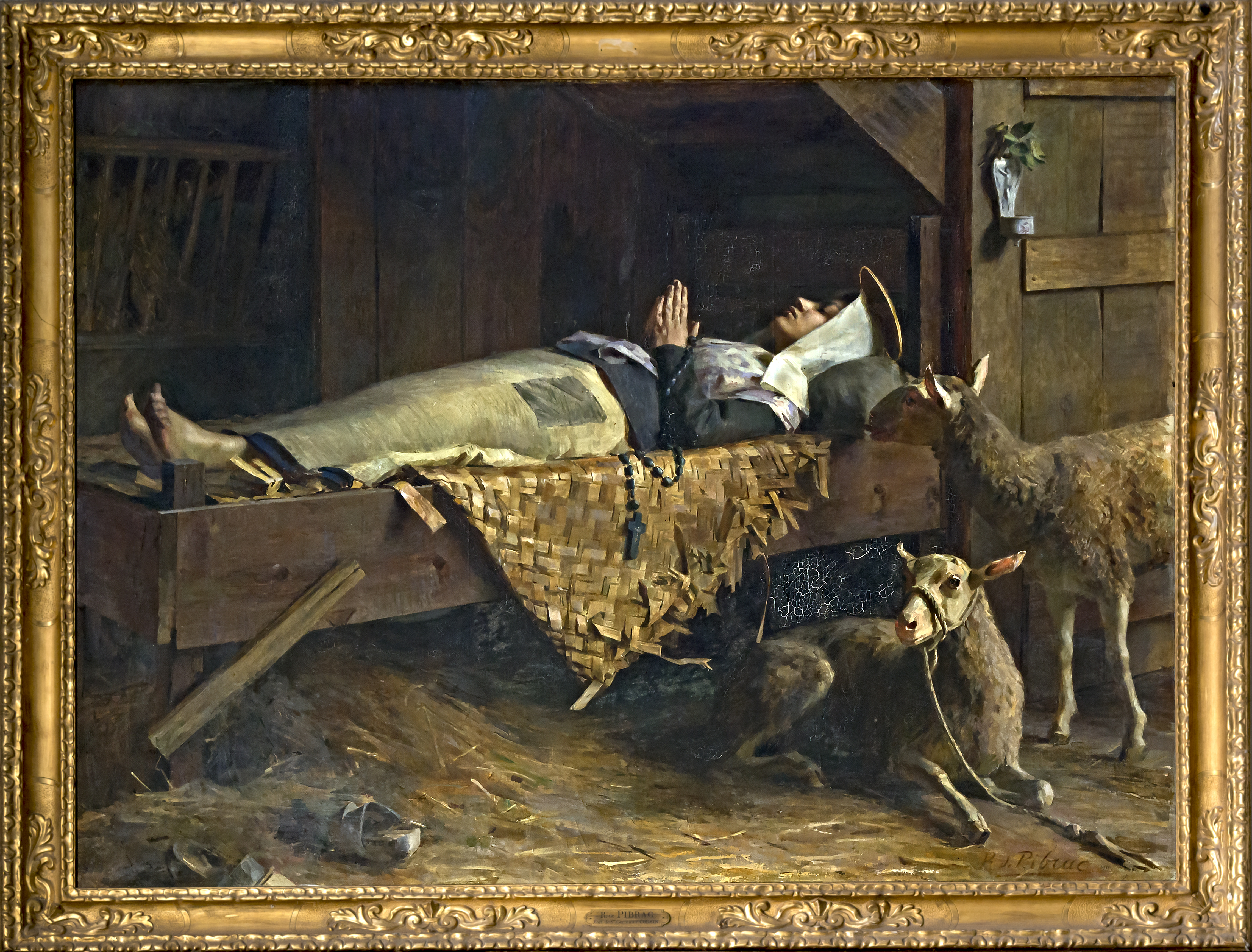
"La Mort de Sainte-Germaine" Raoul de Pibrac